# Костино (Гулинский сельсовет)
Костино — деревня в Белозерском районе Вологодской области.
Входит в состав Гулинского сельского поселения, с точки зрения административно-территориального деления — в Гулинский сельсовет.
Расстояние по автодороге до районного центра Белозерска составляет 42 км, до центра муниципального образования деревни Никоновская — 12 км. Ближайшие населённые пункты — Бакино, Максимово, Савино.
Население по данным переписи 2002 года — 45 человек (24 мужчины, 21 женщина). Всё население — русские.